# 수압식 철도
수압식 철도(手押式鐵道)는 사람이 객차나 화차를 미는 방식으로 된 철도이다. 인차철도(人車鐵道) 또는 인차궤도(人車軌道)라고도 부른다.
과거에 일본의 몇몇 지역에서 영업을 하였으며 한반도에는 여객 영업을 한 사례로 제주도순환궤도, 강경궤도, 김제궤도, 왜관궤도 등이 존재했다.
필리핀이나 라오스 등에서는 '트롤리'라는 이름으로 영업 중이며, 북한에서도 '또루레기'라는 이름으로 영업중이다.

## 같이 보기
- 레일바이크
- 비파괴 검사
- 동차